# Kulturní východoslovenština
Kulturní východoslovenština (jiné názvy: kulturní východní slovenština, východoslovenská kulturní slovenština) byla varianta kulturní předspisovné slovenštiny - nekodifikovaná nadnářeční forma slovenštiny od vrcholného středověku do konce 18. století, která vznikla na východním Slovensku na základě východoslovenských nářečí, ale později reprezentuje kultivovaný úzus vzdělanců domácího původu, měšťanů a menších zeměpánů.

## Historie
Její vznik je spojen se začátky tvorby slovenské lidové slovesnosti ve vrcholném středověku. Souvislý psaný projev kulturní východoslovenštiny je doložen již z konce 15. století. Je to známý výhružný dopis městu Bardejovu asi z roku 1493. Texty v kulturní východoslovenštině se však začínají častěji objevovat od poloviny 16. století tak jako v jiných částech Slovenska. Většinou jsou to dokumentární žánry (listy, diáře, protokoly a podobně), ale nechybí ani záznamy folklorního projevu a jiné literární tvorby. Tištěné texty v kulturní východoslovenštině jsou známé od poloviny 18. století. V odborné literatuře se nazývají "kalvínske tlače". Jejich jazyk je už normalizovaný. Pro jazyk písemností, ale i tištěných knih v kulturní východoslovenštině je charakteristické, že odráží výraznější znaky východoslovenských nářečí ve větším rozsahu než jazyk písemností z jiných částí Slovenska. Takovými znaky jsou například dz, c místo starších ď, ť, měkkost souhlásek ň, ľ, respektive i ś, ź, koncovky -och, -om v plurálu pro všechny rody, ale i některá typická slova (například dakle, valal, trimac), vyskytují se však ale i písemnosti bez těchto znaků. To naznačuje, že nadnářeční úzus vzdělané východoslovenské honorace (kněží, notářů a podobně) se formoval nerovnoměrně a zdlouhavě. V textech bývá zpravidla méně bohemismů, ale vyskytují se polonismy, méně ukrajinismy.